# August Zellner
August Zellner (* 6. September 1879 in Gloggnitz, Niederösterreich; † 6. Januar 1956 in Klosterneuburg) war als Rat des Obersten Gerichtshofes (OGH) und deutscher Reichsgerichtsrat Richter in obersten Gerichtshöfen verschiedener Staaten.

## Leben
Der Sohn eines Musikers legte 1901 die Judizielle Staatsprüfung („mit gutem Erfolg“) ab. Im selben Jahr wurde er Rechtspraktikant beim Landgericht Wien, 1902 Auskultant. Die Richteramtsprüfung  bestand er 1906 „mit sehr gutem Erfolg“. 1908 war er Gerichtsadjunkt in Linsing, 1911 beim Landgericht Wien. Weihnachten 1913 wurde er Bezirksrichter beim Bezirksgericht Wien. Im Ersten Weltkrieg diente er als Generalmilitäranwalt. Am 31. Mai 1919 wurde er Landgerichtsrat über den 6. Stand. Zwei Jahre später wurde er Oberlandesgerichtsrat, Anfang 1924 Richter der Besoldungsgruppe 3 für das Landgericht für Zivilsachen Wien und im Mai Rat. Senatsvorsitzender des Landgerichtes für Zivilrechtssachen in Wien. Zum Rat des Oberlandesgerichtes Wien wurde August Zellner Mitte August 1930 ernannt, eine Stelle, die er erst ein halbes Jahr später, zum Neujahr 1931, antrat. Am 1. April 1934 trat er der Vaterländischen Front bei. An den OGH kam er 1936 als Rat. Im März 1938 beteiligte er sich an der Gründung des in Österreich noch illegalen NS-Rechtswahrerbundes. Nach dem „Anschluss“ Österreichs an das nationalsozialistische Deutsche Reich wurde Zellner am 13. Mai 1938 kommissarischer Präsident des OGH Wien. Ein Jahr später im April wurde der OGH aufgehoben und Zellner Präsident des VIII. Zivilsenats am Reichsgericht, des sogenannten Österreichsenats, zuständig für Rechtssachen „aus der Ostmark, dem Reichgau Sudetenland und dem Protektorat Böhmen und Mähren“. Am 29. März 1940 beantragte er die Aufnahme in die NSDAP und wurde am 1. April aufgenommen (Mitgliedsnummer 8.446.720).

## Ehrungen
- Goldenes Treudienst-Ehrenzeichen